# Claudio Bravo
Claudio Andrés Bravo Muñoz (født 13. april 1983 i Buin, Chile) er en chilensk professionel fodboldspiller, som spiller for La Liga-klubben Real Betis og Chiles landshold.
Bravo spillede som ungdomsspiller i Santiago-storklubben Colo-Colo, der også blev hans første klub på seniorniveau. Her spillede han de følgende fire sæsoner, og var med til at vinde det chilenske mesterskab i 2006. Herefter skiftede han til den spanske klub Real Sociedad. Her spillede han de følgende syv sæsoner, og nåede over 200 kampe i La Liga, inden han i 2014 skiftede til den catalanske storklub FC Barcelona.
I Barcelona spillede han sammen med Marc-André ter Stegen, som han delte rollen som 1. målmand med. Claudio Bravo spillede ligakampene, mens Marc-André ter Stegen spillede pokalkampe og Champions League. Claudio Bravo vandt mesterskabet med FC Barcelona i både 2015 og 2016.
I august 2016 skiftede Bravo til Manchester City, hvor han aldrig fik den store succes. Ved kontraktens udløb i 2020 skiftede han til Real Betis.

## Landshold
Bravo har (pr. marts 2022) spillet 143 kampe for Chiles landshold, som han debuterede for 11. juli 2004 i et opgør mod Paraguay. Han har siden da repræsenteret sit land ved både VM i 2010 og VM i 2014, samt ved fem udgaver af Copa América.